# Пролетно настъпление
Пролетното настъпление (на немски: Kaiserschlacht – „битката на Кайзера“) от 1918 г. включва поредица германски атаки на Западния фронт през Първата световна война. Започва на 21 март и приключва на 18 юли 1918 г. Немците осъзнават, че единственият им останал шанс за победа е да победят силите на Антантата, преди САЩ да са разгърнали пълния си потенциал в Европа. Германската армия разполага с временно числено превъзходство, тъй като почти 50 дивизии са освободени от руското излизане от войната след Брест-Литовския мирен договор.
Немските цели са четири и с кодови имена „Михаел“, „Жоржета“, „Блюхер-Йорк“ и „Гнайзенау“. „Михаел“ е основната атака, която има за цел да сломи линията на Антантата, да заобиколи британските сили (които държат фронта от Ламанша до река Сома) и да ги унищожи. Надеждите са, че ако това бъде постигнато, французите ще молят за мир. Останалите операции са второстепенни и са насочени към отклоняване на вниманието на съглашенците далеч от офанзивните усилия около Сома. Преди началото на офанзивата не е формулирана ясна цел, поради което след започването на военните действия мишените на нападенията постоянно се изменят според ситуацията на бойното поле.
Щом започват да напредват, германците не успяват да поддържат темпо, отчасти поради логистически затруднения. Бързо придвижващите се щурмови отряди не носят със себе си достатъчно провизии, за да продължат с настъплението дълго време, а армията не успява да ги настига достатъчно бързо, за да им помага. Силите на Антантата концентрират силите си в по-важните области – подходите към Ламанша и железопътния възел Амиен. Стратегически безполезната земя, опустошена от години военни действия, е оставена леко защитавана. За няколко седмици опасността от германски пробив преминава, макар съпътстващите сражения да продължават.
Немската армия прави най-дълбокия пробив на Западния фронт от 1914 г. и превзема голям част от земите, които е загубила през изминалите две години. Въпреки привидния успех, обаче, тя понася тежки загуби в замяна на територии, които имат ниска стратегическа стойност и са трудни за отбрана. Офанзивата не успява да нанесе удара, който би спасил Германия от поражения. През юли 1918 г. съглашенците вече разполагат с числено превъзходство след пристигането на американските подкрепления. През август те преминават в контранастъпление. В последвалата Стодневна офанзива Германия губи всичките си придобивки от Пролетното настъпление, а през ноември 1918 г. капитулира.

## Германска подготовка

### Стратегия
Германското върховно командване (в частност генерал Ерих Лудендорф) понякога е критикувано от военните историци за това, че не е успяло да формулира солидна и ясна стратегия. Лудендорф признава, че Германия не може вече да спечели войната на изтощение, но все пак не е готов да отстъпи немските придобивки на запад и на изток.
Макар Лудендорф да не е сигурен дали американците ще навлязат войната с голяма мощ, на събрание на началниците на щабове на Западния фронт на 11 ноември 1917 г. той решава да предприеме офанзива. Германското правителство и фелдмаршал Паул фон Хинденбург не участват в процеса по планирането ѝ. В крайна сметка е решено да се започне операция „Михаел“ близо до Сен Кантен, на границата между френската и британската армии, и да се нападне северно от Арас. Главната причина за този избор е тактическа целесъобразност – почвата в този сектор би изсъхнала по-рано след зимните и пролетните валежи, което я прави по-лесна за прекосяване. Освен това, френско-британската съпротива в сектора е по-слаба.
Целта е не да се достигне Ламанша, а да се проникне зад линиите на Антантата и британската армия да бъде изтласкана по фланга от юг до Ламанша. Последващите операции предвиждат удари на север, чрез които да се превземат съглашенските пристанища в Белгия и Франция, като по този начин се отклонява вниманието на противника от операция „Михаел“. Все пак, тези действия остават второстепенни и подчинени на „Михаел“.
Постоянната промяна на оперативните цели след започването на офанзивата създава впечатлението, че германското върховно командване няма съгласувана стратегическа цел. Завладяването на която и да е важна стратегическа мишена като че ли става повече по случайност, отколкото целенасочено.

### Тактическа промяна
Немската армия е концентрирала много от по-опитните си войски в щурмови отряди, обучени да проникват в тила на противника, оставяйки предните му линии да бъдат изчистени от последващите войски. Тактиката им е да атакуват и да разстройват работата на вражеските щаб-квартири, артилерийски установки и депа с провизии в тила, както и бързо да окупират територии. Всяко по-голямо формирование отделя най-добрите си войници в щурмови отряди, като по този начин са сформирани няколко пълни дивизии от тези елитни войски. Този процес дава на немците първоначално преимущество, но означава, че най-добрите формирования ще понесат несъразмерно големи щети, докато качеството на останалите формирования се влошава, защото губят най-добрите си войници в полза на щурмовите отряди. Германците не разполагат и с по-мобилна сила, като например кавалерия, която бързо да превзема земи. Тази тактическа грешка означава, че пехотата трябва да поддържа изтощително темпо при настъплението си. Независимост от ефикасността на щурмоваците, следващата ги немска пехота често провежда атаки в големи традиционни вълни, поради което понася тежки загуби.
За осъществи първоначалния пробив, артилерийският офицер Георг Брухмюлер разработва метод на настилен огън (на немски: Feuerwalze), който представлява ефективен и икономичен артилерийски бараж. Замислени са три етапа: (1) кратка бомбардировка на вражеските командване и комуникации, (2) унищожаване на артилерията им и (3) нападение на фронтовата им защита. Бомбардировките трябва да са винаги кратки, за да се запази елемента на изненадата. Тактиката на Брухмюлер е възможна благодарение на голямото количество тежка артилерия с голям запас от амуниции, с които Германия разполага през 1918 г.

## Съглашенска подготовка
От своя страна, силите на Антантата установяват комплексна защита, намалявайки дела на войските си по фронтовата линия и изтегляйки резервите отвъд обсега на немската артилерия. На теория, фронтовата линия представлява „авантпост“, който се държи хлабаво само от снайперисти, патрульори и картечари. Зад тях, извън обсега на немската полева артилерия се намира „бойната зона“, където офанзивата следва да бъде упорито и здраво отбивана. Най-отзад, извън обсега на всякаква артилерия, освен най-тежката, се намира „тилната зона“, където резервите се намират в бойна готовност за контраатака.
Тази подредба, обаче, не е напълно осъществена от Антантата. По-конкретно, в сектора на британската 5-а армия, който току-що са наследили от французите, отбраната е незавършена, а войниците им там са прекалено малко. Тилът съществува само на хартия, а бойната зона включва поредица редути, които не се покриват един друг (улеснявайки проникването на немските щурмоваци).

## Операция „Михаел“
На 21 март 1918 г. германците преминават в настъпление срещу британската 5-а армия и дясното крило британската 3-та армия. Артилерийският обстрел започва в 4:40 часа сутринта, удряйки мишени в радиус от 390 km2 – най-големият бараж в цялата война. В продължение на пет часа са изстреляни над 1 100 000 снаряда.
Немските войски включват 17-а армия на Ото фон Белов, 2-ра армия на Георг фон дер Мориц и 18-а армия на Оскар фон Хутиер плюс корпус от 7-а армия, който да подкрепя атаката на Хутиер. Макар британците да научават приблизителните време и място на офанзивата, тежестта на нападението и предварителната бомбардировка са неприятна изненада. Германците изкарват късмет с това, че сутринта на атаката е мъглива, което позволява на щурмоваците, водещи нападението, да проникнат дълбоко зад британските позиции неусетно.
Към края на първия ден, британците вече са изгубили 7512 души, а ранените има наброяват около 10 000 души. Германците са пробили на няколко точки фронта на британската 5-а армия. След два дни, 5-а армия вече е преминала в пълно отстъпление. Докато отстъпват назад, много от изолираните редути са изоставени да бъдат обградени от немската пехота. Лудендорф, обаче, не следва правилна тактика с щурмоваците. Липсата му на съгласувана стратегия, която да допълва новите тактики, се изразява в забележка към един от командирите му, Рупрехт Баварски, казвайки му: „Ние пробиваме дупка. Останалите ни следват.“. Дилемата на Лудендорф е, че най-важните части от линията на Антантата са и най-укрепените им. Голяма част от немския напредък е постигнат на места с ниско стратегическо значение. Поради тази причина, Лудендорф продължително изтощава силите си, атакувайки здраво укрепените британски части. На 28 март при Арас, той започва бързо сглобена атака (операция „Марс“) срещу лявото крило на британската 3-та армия в опит да разшири пролуката в съглашенските линии. В британския сектор, британските укрепления са завършени и напълно подготвени, някои от немските бомбардировки удрят опразнени позиции, а и няма мъгла, която да прикрива настъплението на щурмоваците. След ден сражения, германците са спечелили само малки придобивки и са претърпели големи загуби. Операцията е отменена незабавно.
Германският пробив е направен северно от границата между британската и френската армии. Френският главнокомандващ, генерал Филип Петен, изпраща подкрепления към сектора твърде бавно, според британския главнокомандващ, Дъглас Хейг. Някои историци са на мнение, обаче, че Петен е мобилизирал подкрепления по-бързо, отколкото е обещал на Хейг. Силите на Антантата решават да назначат френския генерал Фердинанд Фош да координира съглашенската дейност във Франция. Впоследствие, той става главнокомандващ на всичките войски на Антантата навсякъде.
Успехът на операция „Михаел“ довежда до това, че немската пехота напредва прекалено бързо, изпреварвайки доставките си. Щурмовите отряди, които водят настъплението, носят със себе си запаси само за няколко дни и разчитат на бързи доставки от тила. Настъплението е забавно от недостиг на провизии, което дава на съглашенските командири още време, за да укрепят застрашените си райони. Затрудненията на немските доставки се влошават от посоката на настъплението, което преминава през земите, опустошени от битката при Сома през 1916 г. и от немското отстъпление към линията „Хинденбург“ през февруари – март 1917 г. (операция „Алберих“).
След няколко дни немското настъпление започва да се проваля, докато пехотата е на края на силите си, а придвижването на артилерията и доставките става все по-трудно. Нов британски и австралийски формирования са мобилизирани към особено важния железопътен център Амиен, а отбраната им става все по-твърда. След неуспешните опити да завладее Амиен, Лудендорф отменя операция „Михаел“ на 5 април. Имайки предвид естеството на войната, той вече е напреднал значително. Въпреки това, новите придобивки нямат особено голяма стойност, а победата е пирова по отношение на жертвите на щурмовите отряди, тъй като важните градове Амиен и Арас остават в ръцете на Антантата. Новопридобитите земи са трудни за прекосяване, тъй като са осеяни с кратери от снаряди, а по-късно се оказват и трудни за защитаване срещу съглашенските контраатаки.
Силите на Антантата губят около 255 000 души, 1300 оръдия и 200 танка. Оборудването може да се възстанови сравнително лесно от усърдната работа на френските, британските или американските фабрики. Немците губят около 239 000 души, голяма част от които са щурмоваци, чийто опит е незаменим. Що се касае до морала, първоначалното германско ликуване при успешния старт на офанзивата много скоро се превръща във всеобщо разочарование, тъй като става ясно, че нападението не постигнало желаните решителни резултати.

## Операция „Жоржета“
„Михаел“ привлича британски части в защита на Амиен, което оставя железницата през Азбрук и подходите към Кале, Булон сюр Мер и Дюнкерк уязвими. Потенциален немски успех при тези места би нанесъл особено тежък удар по британците.
Немската атака започва на 9 април след настилен огън. Основното нападателно движения се осъществява по открит и равен сектор, защитаван от Португалския експедиционен корпус. След като са прекарали цяла година в окопите, португалците са изморени и претърпяват тежки загуби. На помощ им се притичват свежи британски дивизии, които е трябвало да пристигнат тъкмо на същия ден на германската атака. Процесът е зле организиран от командването на британската 1-ва армия и португалската 1-ва дивизия се изтегля към тила на 6 април, оставяйки португалската 2-ра дивизия да защитава сама целия сектор. Те отбраняват 11-километров фронт без никакви естествени препятствия, които да им помагат.
След като е тежко бомбардирана и нападната от осем немски дивизии, португалската 2-ра дивизия се защитава отчаяно, но е обградена и унищожена от германските сили, губейки над 7200 души. Британската 40-а дивизия на северния фланг на португалци също рухва бързо през атаката, отваряйки пролука, която улеснява обграждането на португалците от немците. Все пак, подложена на много по-малък натиск и заемайки добра отбранителна позиция при канала Ла Басе, британската 55-а дивизия на южния фланг на португалците успява да устои по време на битката.
На следващия ден, немците разширяват атаката си на север, принуждавайки защитниците на Армантиер да отстъпят назад, за да не бъдат обградени. Така, немците завладяват по-голямата част от възвишения на Месен. Към края на деня, няколко британски дивизии от резерва са принудени да удържат линията по река Лейе.
Без френски подкрепления, съглашенците се опасяват, че германците могат да преминат оставащите 24 km до пристанищата на Ламанша до седмица. Командирът на Британския експедиционен корпус, Дъглас Хейг, издава заповед на 11 април, чрез която призовава войниците си да се сражават до смърт. Все пак, немската офанзива вече е спряла, поради логистични проблеми и уязвими флангове. Контраатаките на британски, френски, австралийски и новозеландски сили забавят и накрая спират немското настъпление. Лудендорф отменя операция „Жоржета“ на 29 април.
Както при операция „Михаел“, загубите са сравнително еднакви, като всяка страна губи приблизително по 110 000 души. Стратегическите резултати са отново разочароващи за германците. Азбрук остава владение на Антантата, а немците окупират уязвим клин, подлаган на артилерийски огън от три страни. Британците изоставят сравнително безполезните си придобивки около Ипър отпреди година и освобождават няколко дивизии, които да се изправят срещу немските нашественици.

## Операция „Блюхер-Йорк“
Докато „Жоржет“ утихва, се планира ново нападение срещу френски позиции, което да притегли вниманието им далеч от Ламанша и да позволи на немците да продължат похода си на север. Стратегическата цел остава да се разделят британците от французите и да се спечели победа, преди американските сили на бойното поле да са набъбнали. Първоначално, американците са мобилизирани при тихия сектор на Сен Миел в Лотарингия, където участват в първата си по-значителна схватка при отбраната на Сешепре на 20 април. След като британците удържат на операция „Михаел“ при Сома, американската 1-ва дивизия е изпратена, за да облекчи линията в този сектор към средата на април и провежда първата си атака във войната при Кантини на 28 май 1918 г.
Следващото немско нападение започва на 27 май между Соасон и Реймс. Секторът е частично защитаван от четири британски дивизии в намален състав, които си почиват от действията си по-рано през годината. Този сектор не разполага с комплексна отбрана, главно заради ината на командира на френската 6-а армия, Дени Огюст Дюшен. Това прави настилния артилерийски огън на немците особено ефикасен и съглашенският фронт като цяло рухва. Натрупването на много войски по фронтовите окопи от Дюшен означава, че в тила няма резерви, които да забавят немците веднъж щом фронтовата им линия е била пробита. Въпреки британско-френската съпротива по фланговете, германските части напредват до река Марна, при което Париж започва да им се струва реалистична мишена. Във френската столица настава атмосфера на неистов страх. Немската далекобойна артилерия бомбардира града от 21 март, много граждани побягват, а правителството е в готовност да се евакуира до Бордо.
Загубите от двете страни отново са много сходни: 137 000 съглашенски и 130 000 немски жертви до 6 юни. Германските загуби за пореден път са главно от незаменимите щурмови отряди.

## Операция „Гнайзенау“
Макар Лудендорф да планира „Блюхер-Йорк“ като прелюдия към решителна офанзива, която да победи британските сили на север, той прави грешката да постигне само тактически успех като мобилизира резерви от Фландрия към Ен, докато Фош и Хейг не изпращат особено много резерви в Ен. Лудендорф цели да разшири „Блюхер-Йорк“ на запад чрез операция „Гнайзенау“. С този си ход, той се надява да привлече още съглашенски сили на юг, да разшири немския клин и да се свърже германските части при Амиен.
Французите са предупредени за това нападение от немските военнопленници, а комплексната им защита намалява ефикасността на артилерийския обстрел от 9 юни. Въпреки това, немското настъпление (включващо 21 дивизии по 37-километров фронт) по река Мац е впечатляващо и успява да напредне с 14 km срещу яростната френско-американска съпротива. При Компиен, внезапна френска контраатака на 11 юни (включваща 4 дивизии и 150 танка на Шарл Манжен) без предварителна бомбардировка изненадва немците и спира офанзивата им. На следващия ден операция „Гнайзенау“ е отменена.
Силите на Антантата губят около 35 000 души, а немците – 30 000 души.

## Последна немска атака
Лудендорф впуска 7-а, 1-ва и 3-та армии в офанзива на 15 юли в нов опит да привлече съглашенските резерви на юг от Фландрия и да разшири клина, създаден от операция „Блюхер-Йорк“ на изток. Атака източно от Реймс е осуетена от упоритата френска защита. В много сектори, немците са лишени от елемента на изненада, тъй като въздушните им сили разполагат с много малко гориво и са загубили надмощието си във въздуха в полза на Антантата. Германската офанзива не стига по-далеч от втората отбранителна линия на французите.
Макар немските войски югозападно от Реймс да успяват да пресекат река Марна, французите предприемат голяма офанзива по западната страна на клина на 18 юли, застрашавайки да обградят германците в него. Лудендорф се оказва принуден да евакуира по-голямата част от клина „Блюхер-Йорк“ към 7 август, с което слага край на офанзивните действия на Германия във Франция. Инициативата преминава в ръцете на Антантата, които много скоро започват Стодневното настъпление, сложило край на Първата световна война.

## Последствия
Пролетното настъпление води до големи териториални придобивки за германците, имайки предвид окопното естество на Първата световна война. Въпреки това, те не постигат победа, а немските армии са изтощени и уязвими. Завзетите земи са под формата на клинове, което значително увеличава дължината на фронтовата линия, която трябва да бъде отбранявана, когато Антантата поеме инициативата. За шест месеца, мощта на германската армия пада от 5,1 млн. войници на 4,2 млн. войници. Към месец юли, немското числено превъзходство на Западния фронт спада до 207 дивизии срещу 203 съглашенски дивизии – пренебрежима преднина, която изчезва, когато пристигат още американски войски. Работната ръка на немците също е изтощена. Германското главно командване оценява, че ще се нуждае от 200 000 души месечно, за да компенсира понесените загуби. Войниците, възстановили се след рани или болести, съставляват 70 – 80 хил. души месечно, а от следващия випуск 18-годишни могат да се използват не повече от 300 000 души. Освен това, повечето от опитните мъже вече са мъртви, след като са загинали в редиците на щурмовите отряди. Независимо от това, около милион немски войници са стационирани на Източния фронт до края на войната.
Съглашенците понасят тежък удар, но не са пречупени. Липсата на обединено главнко командване отчасти се компенсира от назначаването на генерал Фош за върховен главнокомандващ, а през по-късните операции координацията на Антантата се подобрява. За пръв път американците участват във войната с независими формирования.